# 16-та фольксгренадерська дивізія (Третій Рейх)
16-та фольксгренадерська дивізія (Третій Рейх) (нім. 16. Volksgrenadier-Division) — піхотна дивізія народного ополчення (фольксгренадери), що входила до складу Вермахту на останньому етапі Другої світової війни.

## Історія
16-та фольксгренадерська дивізія сформована 9 жовтня 1944 року на території окупованої Франції на фондах 16-ї піхотної, 158-ї резервної та 16-ї авіапольової дивізій Вермахту.
У жовтні 1944 вела бої у французьких Воґезах проти англо-американських військ. З грудня 1944 у складі LXIV-го армійського корпусу підрозділи дивізії утримували оборонні позиції в Ельзасі, протистояли намаганням союзних військ прорвати лінію Зігфрида. Надалі билася на Західному фронті, капітулювала американським військам у травні 1945 в Баварії.

## Райони бойових дій
- Франція (жовтень 1944 — січень 1945);
- Південна Німеччина (січень — травень 1945).

## Командування

### Командири
- генерал-лейтенант Ернст Гаккель (нім. Ernst Häckel) (9 жовтня — 15 листопада 1944);
- оберст Ебергард Зорн (нім. Eberhard Zorn) (15 листопада — 29 грудня 1944);
- генерал-майор Александер Моккель (нім. Alexander Möckel) (29 грудня 1944 — 24 березня 1945);
- генерал-лейтенант Шмідт (24 березня — 6 квітня 1945);
- генерал-лейтенант Отто Кестнер (нім. Otto Kestner) (6 квітня — 8 травня 1945).

### Підпорядкованість
| Час        | Корпус           | Армія              | Група армій (округ) | Штаб         |
| ---------- | ---------------- | ------------------ | ------------------- | ------------ |
| 1944       |                  |                    |                     |              |
| жовтень    | XXXXVII-й тк     | 5-та танкова армія | Група армій «G»     | Воґези       |
| листопад   | LXIV-й ак        | 19-та армія        | Група армій «G»     | Воґези       |
| грудень    | LXXXX-й ак       | 19-та армія        | Група армій «G»     | Ельзас       |
| 1945       |                  |                    |                     |              |
| січень     | LXIV-й ак        | 19-та армія        | Група армій «G»     | Ельзас       |
| лютий      | резерв           | 19-та армія        | Група армій «G»     | Верхній Рейн |
| 1 березня  | LXXXX-й ак       | 1-ша армія         | Група армій «G»     | Саарпфальц   |
| 13 березня | XIII-й корпус СС | 1-ша армія         | Група армій «G»     | Саарпфальц   |
| квітень    | LXXX-й ак        | 19-та армія        | Група армій «G»     | Тюбінген     |

### Склад
| Листопад 1944                               |
| ------------------------------------------- |
| 221-й гренадерський полк                    |
| 223-й гренадерський полк                    |
| 225-й гренадерський полк                    |
| 1316-й артилерійський полк                  |
| 1316-й мінометний дивізіон                  |
| 1316-й дивізійний фузілерний батальйон      |
| 1316-й моторизований протитанковий дивізіон |
| 1316-й інженерний батальйон                 |
| 1316-й загін зв'язку                        |
| 1316-те управління тилу                     |
| 1316-й запасний батальйон                   |